# Сорокин, Анатолий Михайлович
Сорокин Анатолий Михайлович (род. 28 марта 1940, Васильевка, Кемеровская область) — советский металлург, Герой Социалистического Труда.

## Биография
В 1954 после смерти отца переехал в Новокузнецк. Поступил учится в Кузнецкий металлургический техникум. Закончил его в 1959 году по специальности "Сталеплавильное производство". Начал работу третьим подручным сталевара в 1 мартеновском цехе КМК. Женился в 1960 году. С 1963 по 1966 годы служил во внутренних войсках. В цехе проработал до 1990 года. В 1980е годы коллектив печи, где работал А. М. Сорокин выплавлял до 325 тысяч тонн стали в год. В 1967 году участвовал в выплавке 100 миллионной стали КМК. в 1982 году получил звание Герой социалистического труда. Награждён орденами «Октябрьской революции» и «3нак Почёта», медалью «За доблестный труд в ознаменовании 100-летия со дня рождения В. И. Ленина». Он был членом Новокузнецкого райкома КПСС , обкома КПСС, бюро райкома партии, делегатом XXV съезда КПСС. В 2012 году ему присвоено звание — Почётный гражданин Новокузнецка.